# Sarah Al Amiri
Pour les articles homonymes, voir Amiri.
Sarah bint Yousef Al Amiri (en arabe : سارة بنت يوسف الأميري , née en 1987) est présidente du Conseil des scientifiques des Émirats arabes unis et cheffe de projet adjointe de la mission martienne des Émirats (Al-Amal). Elle est ministre d'État dédiée aux hautes technologies au sein du cabinet des Émirats arabes unis. Elle préside aussi l'Agence spatiale du pays.

## Jeunesse et éducation
Al Amiri est née en 1987 aux Émirats Arabes Unis. Elle étudie l'informatique à l'Université américaine de Sharjah (en),,. Elle s'est toujours intéressée à l'ingénierie aérospatiale, mais grandit à une époque où les Émirats arabes unis n'ont pas de programme spatial.

## Recherche et carrière
Al Amiri commence sa carrière au Centre spatial Mohammed bin Rashid, où elle travaille sur DubaiSat 1 et DubaiSat 2. Elle rejoint le ministère du Changement climatique et de l'Environnement des Émirats arabes unis avant d'assumer un poste de direction au Dubai World Trade Center. En 2016, elle est nommée à la tête de l'Emirates Science Council,,.
Aujourd'hui, elle est responsable scientifique de la mission martienne des Émirats,,. La mission est un partenariat avec l'Université du Colorado à Boulder, l'Université de Californie, Berkeley et l'Université d'État de l'Arizona. Lors du TEDxDubai 2017, elle donne une conférence sur la mission martienne,. En novembre de la même année, Amiri devient la première émiratie à prendre la parole lors d'un événement international TEDx lorsqu'elle parle de la mission martienne des Émirats en Louisiane. La mission est lancée en juillet 2020 et devrait atteindre Mars en 2021 pour coïncider avec le 50e anniversaire des Émirats arabes unis. L'équipe scientifique de la mission est composée de femmes à 90 %, dans un pays où les diplômé(e)s en sciences sont majoritairement des femmes. Sarah Al Amiri est une des conférencières invitées au Forum économique mondial de 2016.
En octobre 2017, Amiri est nommée ministre d'État aux Sciences avancées au sein du cabinet des Émirats arabes unis,. Dans un effort pour accroître la collaboration scientifique mondiale, Al Amiri visite des institutions scientifiques américaines en novembre 2017. Elle a participé au Foo Camp 2018. Elle figure sur la liste des 100 femmes de la BBC annoncée le 23 novembre 2020.